# پروپیل آمفتامین
پروپیل آمفتامین (انگلیسی: Propylamphetamine) یک داروی سایکو اکتیو است که به عنوان محرک عمل می‌کند. این دارو در دهه ۱۹۷۰ ساخته شد. از این ترکیب عمدتاً به منظور بررسی متابولیسم سایر آمفتامین‌ها و نیز به عنوان ابزاری برای بررسی قدرت آمفتامین‌ها بهره گرفته می‌شود. در یک بررسی که بر روی موش‌های صحرایی انجام شد، روشن شد که توان پروپیل آمفتامین به اندازه یک چهارم آمفتامین است.